# Шоссе Энтузиастов (станция МЦК)
Шоссе́ Энтузиа́стов — остановочный пункт Малого кольца Московской железной дороги, обслуживающий маршрут городского электропоезда — Московское центральное кольцо. Расположен в границах железнодорожной станции Лефортово между пассажирскими остановочными пунктами Андроновка и Соколиная Гора. В рамках транспортной системы Московского центрального кольца обозначается как «станция», хотя сама платформа в отличие от исторической станции Лефортово не является железнодорожной станцией ввиду отсутствия собственного путевого развития.
Открыт 10 сентября 2016 года вместе с открытием пассажирского движения электропоездов МЦК. Назван по шоссе Энтузиастов, пересекающему Малое кольцо к югу от платформы.
Платформа оборудована турникетами. Имеет выход в город к расположенному в подземном переходе вестибюлю станции метро «Шоссе Энтузиастов» Калининской линии с непрямой уличной пересадкой, к шоссе Энтузиастов и Измайловскому парку.

## Расположение и пересадки
Располагается в границах станции Лефортово между Измайловским лесопарком и под Северо-Восточной хордой, в непосредственной близости от станции метро «Шоссе Энтузиастов», на которую имеет наземную пересадку (несколько минут пешком). Пассажиры метрополитена и МЦК могут пересаживаться между линиями с осуществлением билетного контроля, но без дополнительного списывания поездки в течение 90 минут с момента первого прохода, если пассажир сохранил и при пересадке приложил билет, использованный им ранее для входа.

## Режим работы
На платформе останавливаются все поезда городской электрички, ежедневно курсирующие с 5:30 до 1:00. Интервал движения электропоездов в часы пик составляет 4 минуты, в остальное время — 8 минут. При входе на платформу имеются турникеты, которые осуществляют контроль оплаты проезда по билетам, единым с Московским метрополитеном. До 10 октября 2016 года платформа, как и всё МЦК, работала в бесплатном режиме, и контроль оплаты проезда на ней не производился.
Таблица времени прохождения первого и последнего поезда через станцию:
| Направление                        | Первый поезд (чч:мм) | Последний поезд (чч:мм)  | Последний поезд (чч:мм)  |
| Направление                        | ежедневно            | по будням                | по выходным              |
| ---------------------------------- | -------------------- | ------------------------ | ------------------------ |
| В сторону станции «Соколиная Гора» | 5:41                 | 0:37 (до «Белокаменной») | 0:41 (до «Белокаменной») |
| В сторону станции «Андроновка»     | 5:49                 | 1:08 (до «Андроновки»)   | 1:04 (до «Андроновки»)   |

## Пассажиропоток
Из 31 станции МЦК Шоссе Энтузиастов занимает девятое место по популярности. В 2017 году средний пассажиропоток по входу и выходу составил 22 тыс. чел. в день и 680 тыс. чел. в месяц.

## Наземный общественный транспорт
На этой станции можно пересесть на следующие маршруты городского пассажирского транспорта:
- Автобусы: 83, 125, 141, 214, 254, 469, 645п, 659, 702, т53, н4
- Трамваи: 2, 36, 37

## Галерея
| - Платформа, вид на север - Платформа, вид на юг - Пути для грузового движения - Отправление электропоезда ЭС2Г |